# O Gotejar da Luz
O Gotejar da Luz (2001) é um filme português de Fernando Vendrell, em co-produção com Moçambique. A acção desenrola-se no Moçambique colonial da década de 1950.
O filme estreou a 8 de fevereiro de 2002 no cinema Xénon (Maputo), em Moçambique, e a 15 de fevereiro em Lisboa, nos cinemas São Jorge e Quarteto, ao mesmo tempo que estreava em outras quatro salas, em território português.

## Ficha sumária
- Argumento: Leite de Vasconcelos
- Adaptação: Fernando Vendrell
- Realizador: Fernando Vendrell
- Produção: Cinemate
- Produtores: Ana Costa e Fernando Costa
- Formato: 35mm cor
- Duração: 100’
- Género: ficção
- Distribuição: Lusomundo (Moçambique) e AMC (Portugal)
- Estreia: 8 de Fevereiro de 2002 (Moçambique) e 15 de Fevereiro (Portugal)

## Sinopse
A acção desenrola-se no Moçambique colonial dos anos 50. Retrata a vida de um adolescente que, no espaço nas férias de verão, se vê envolvido em acontecimentos dramáticos que vão marcar a sua vida.
Rui viveu a sua infância numa terra perdida no mato. Filho de colonos portugueses, cedo aprendeu a reconhecer duas realidades, a da Europa e a da África. A sua vida foi marcada por uma permanente opção entre as duas margens do rio Púnguè: duas culturas, a do branco e a do negro, a do patrão e a do "escravo", a da violência e a da paz, a do amor e a da paixão. Confrontado com a trágica e inevitável destruição da sua infância, aos catorze anos, Rui Pedro acabaria por escolher a sua margem. Procura agora os restos das plantações de algodão onde cresceu. Reencontra Jacopo, um velho amigo, o seu "Pai" negro, que o ensinou a respeitar a natureza e a cultura africana.
O filme é baseado no conto "O Lento Gotejar da Luz", de Leite de Vasconcelos, jornalista e escritor que cresceu em Moçambique e teve que deixar o seu país por razões políticas.

## Ficha artística
- Luis Sarmento (Rui Pedro aos 50 anos)
- Filipe Carvalho (Rui Pedro aos 14 anos)
- Amaral Matos (Jacopo)
- Alexandra Antunes (Ana)
- Alberto Magassela (Guinda)
- Marco d'Almeida (Carlos)
- Teresa Madruga (Pastor)
- António Fonseca (César)
- Carlos Gomes (Castro)
- Carla Bolito (Isaura)
- Vitor Norte (Barroso)
- Marenguele Mawhayi (Fombe)
- Ana Magaia
- Alfredo Ernesto

## Ficha técnica
- Produtores executivos: João Ribeiro e José Torres
- Director de produção: Pedro Bento
- Realizador: Fernando Vendrell
- Assistentes de realização: Paulo Guilherme e Camilo de Sousa
- Caracterização: Ian Swann
- Director de fotografia: Mário Masini
- Director de som: Gita Cerveira
- Decoração: João Martins e Norodine Daúde
- Figurinos: Rosa Freitas
- Montagem: José Nascimento
- Música: Nuno Canavarro
- Canção: Luís Represas

## Distribuição
- Marfilmes

## Festivais
- 30ª Mostra Internacional de Cinema de S. Paulo (2001)
- 62ª Edição do Festival de Cinema de Berlim (2002)
- O Gotejar da Luz no Festival de Berlim (Câmara de Comércio Portugal Moçambique)
- Festival des Trois Continents (Nantes, França - 2002)
- 26ª Mostra Brasileira de Cinema (2002)
- 43º Festival Internacional de Cinema de Salónica (Grécia - 2002)
- Cinémas d’Afrique (22º Festival Internacional do Filme d’Amiens – França - 2002)
- Commomwealth Film Festival, Manchester (Inglaterra)

6 a 25 de Junho de 2003
- 28ª Mostra de Cinema de S. Paulo (2004)
- Festival da CPLP (2006)